# Jean-Christophe Balouet
Jean-Christophe Balouet (* 12. November 1956 in Caudéran, Département Gironde, heute zu Bordeaux gehörend; † 30. März 2021 in Orrouy, Département Oise) war ein französischer Paläontologe, der sich vor allem der Osteologie fossiler und subfossiler Vogel- und Reptilienarten von Neukaledonien, Tonga und anderen Pazifikinseln widmete, sowie Umweltforensiker.

## Leben
1978 begann Balouet als Forscher am Muséum national d’histoire naturelle. 1981 machte er seinen Master-Abschluss in Geowissenschaften an der Universität Paris V. 1982 erlangte er das Diplôme d’études approfondies (DEA) in Evolutionsbiologie und Genetik an der Universität Paris VII. 1984 wurde er an der Sorbonne zum Doktor promoviert. Von 1984 bis 1986 folgte eine Postdoc-Phase an der Smithsonian Institution, wo er zwischen August und September 1986 gemeinsam mit Storrs L. Olson eine Expedition nach Neukaledonien unternahm, auf der sie die Überreste ausgestorbener Vogelarten entdeckten, darunter Accipiter efficax, Accipiter quartus, Porphyrio kukwiedei, Tyto? letocarti, Gallicolumba longitarsus, Rhynochetos orarius, Caloenas canacorum und Megapodius molistructor. Ebenfalls auf Neukaledonien fand Balouet die Überreste des Zwergkrokodils Mekosuchus inexpectatus sowie der ausgestorbenen Schildkrötengattung Meiolania. 1987 beschrieb er ebenfalls mit Olson die subfossile Riesentaube Ducula david von der Insel Uvea. 2005 stellte er mit Cécile Mourer-Chauviré die Familie Sylviornithidae für das ausgestorbene, flugunfähige Großfußhuhn Sylviornis neocaledoniae von Neukaledonien auf.
Von 1989 bis 1994 war er wissenschaftlicher Berater im Industry Technology and Economics Office des United Nations Environment Programme, wo er für Technologien, wissenschaftliche und weltweite regulatorische Untersuchungen zuständig war.
1993 gründete er das Unternehmen Environment International, das auf Umweltforensik, Beratung und Gutachten, Wissenschaft und Technologie, Vorschriften und Normen, Erhebungen, Analysen, Compliance und Managementfragen in verschiedenen Industrien spezialisiert ist.
Ferner war er Generalsekretär der Compagnie Nationale des Experts de Justice en Environnement (CNEJE).
Balouet verfasste zahlreiche wissenschaftliche Artikel sowie populärwissenschaftliche Bücher, aber auch Kinderbücher zu den Themen gefährdete und ausgestorbene Tierarten.
Neben seiner paläontologischen Arbeit forschte Balouet auch auf medizinischen Feldern. So prägte er 1999 zusammen mit Harry Hoffman und Chris Winder den Begriff des „aerotoxischen Syndroms“, das auftritt, wenn man auf Flügen zu häufig kontaminierte Kabinenluft einatmet.
Balouet starb Ende März 2021 im Alter von 64 Jahren an den Folgen eines Schlaganfalls.

## Auszeichnungen
1980 wurde Balouet von der Fondation de la Vocation ausgezeichnet.

## Schriften (Auswahl)
- mit Storrs L. Olson: A new extinct species of giant pigeon (Columbidae: Ducula) from archaeological deposits on Wallis (Uvea) Island, South Pacific. In: Proceedings of the Biological Society of Washington. Bd. 100, Nr. 4, 1987, S. 769–775, (Digitalisat).
- mit Anderen: Encyclopédie du monde animal. Sélection du Reader’s Digest, Paris u. a. 1989, ISBN 2-7098-0284-8.
- mit Storrs L. Olson: Fossil Birds from Late Quaternary Deposits in New Caledonia (= Smithsonian Contributions to Zoology. 469, ISSN 0081-0282). Smithsonian Institution Press, Washington D. C. 1989, doi:10.5479/si.00810282.469.
- mit Éric Alibert: Le grand livre des espèces disparues. Éditions Ouest-France, Rennes 1989, ISBN 2-7373-0254-4 (In englischer Sprache: Extinct Species of the World. Charles Letts, London 1990, ISBN 1-85238-100-0).
- Histoires insolites de la reproduction. J. Legrand, Paris 1991, ISBN 2-905969-49-0.
- mit Barbara Behm: Endangered Animals of the Northern Continents. Gareth Stevens, Milwaukee WI 1994, ISBN 0-8368-1079-1.
- mit Barbara Behm: Endangered Animals of the Southern Continents. Gareth Stevens, Milwaukee WI 1994, ISBN 0-8368-1080-5.
- mit Barbara Behm: Endangered Wildlife. Gareth Stevens, Milwaukee WI 1994, ISBN 0-8368-1077-5.
- mit Barbara Behm: Extinct Animals of the Islands. Gareth Stevens, Milwaukee WI 1997, ISBN 0-8368-1525-4.
- mit Barbara Behm: Extinct Animals of the Northern Continents. Gareth Stevens, Milwaukee WI 1997, ISBN 0-8368-1526-2.
- mit Barbara Behm: Extinct Animals of the Southern Continents. Gareth Stevens, Milwaukee WI 1997, ISBN 0-8368-1527-0.
- mit Barbara Behm: Extinct Wildlife. Gareth Stevens, Milwaukee WI 1997, ISBN 0-8368-1524-6.
- mit Chris Winder: The Toxicity of Commercial Jet Oils. In: Environmental Research. Bd. 89, Nr. 2, 2002, S. 146–164, doi:10.1006/enrs.2002.4346.
- als Bearbeiter mit Anderen: Susan Lumpkin: Les animaux sauvages (= Les Clés de la Connaissance. 2). Nathan, Paris 2003, ISBN 2-0927-7231-7.